# David Perlmutter
David Perlmutter (Łódź, 8 aprile 1937) è uno scrittore e deportato polacco naturalizzato francese, superstite dell'Olocausto.

## Biografia
David Perlmutter nasce a Łódź in Polonia nell'aprile del 1937. Due anni dopo la Polonia è invasa dai nazisti e dall'ottobre 1939 il bambino si ritrova a vivere con la sua famiglia nel ghetto di Łódź. Ben presto cominciarono le deportazioni, di cui i bambini furono le prime vittime. Per impedire che fosse deportato, suo padre preparò per lui un nascondiglio dove potesse rimanere celato nel corso delle retate. 
La situazione si fece sempre più difficile. Chi non lavorava era condannato alla deportazione. Dall'ottobre 1942 anche il piccolo David fu impiegato in una vetreria con il compito di portare acqua da bere agli operai delle fornaci. Spesso doveva lavorare tutta la notte. Se si addormentava sul lavoro veniva punito e svegliato con secchiate di acqua gelida.
Nel novembre del 1944, con l'avanzata delle truppe sovietiche, gli ebrei furono "evacuati" dalla Polonia verso i campi di concentramento in Germania. Nel gennaio 1945 David giunse con il padre nel campo di concentramento di Buchenwald. Gli fu assegnato un numero, il 116 930. A Buchenwald non si usava tatuare il numero sull'avambraccio come ad Auschwitz e al piccolo David non fu data neppure la divisa dei prigionieri perché non ce n'erano disponibili della sua taglia. A Buchenwald la resistenza politica del campo aveva organizzato una rete di accoglienza e protezione per i minori che vi arrivavano numerosi dai campi della Polonia; essi erano accolti in due baracche speciali ed esentati dal lavoro coatto. Il piccolo David trovò quindi chi si prese cura di lui, mentre il padre fu assegnato a lavorare in un'altra baracca. 
Anche nei giorni precedenti alla liberazione del campo la resistenza operò efficacemente per impedire che i minori fossero inseriti nelle marce della morte o uccisi e avessero il cibo necessario per sopravvivere. Il padre, che il bambino aveva potuto continuare a vedere per tutta il periodo della sua permanenza al campo, fu invece evacuato con altri 40.000 prigionieri nei giorni immediatamente precedenti alla liberazione e non sopravvisse alla marcia. 
David fu esposto come tutti i prigionieri alle durissime condizioni del campo, alla fame, al freddo e alle malattie, ma quando il 12 aprile 1945 le truppe americane americane liberano il campo, egli sarà uno dei 904 minori trovati ancora in vita. I bambini di Buchenwald furono il gruppo più numeroso di bambini sopravvissuti in un campo di concentramento. L'organizzazione clandestina di Buchenwald aveva fatto tutto il possibile per dare loro protezione e futuro.
A 8 anni David era tra i prigionieri più piccoli. Di lui esistono numerose fotografie che lo ritraggono al campo nei giorni e nelle settimane successive alla liberazione. In una di esse il piccolo è assieme a Stefan Jerzy Zweig (4 anni) con il quale aveva condiviso la prigionia. I due siedono di fronte al filo spinato ormai divelto della recinzione. 
Altre foto lo ritraggono con Israel Meir Lau e Izio Rosenman con i quali David formerà un inseparabile trio tra i 426 bambini inviati nel dopoguerra alla scuola francese di Écouis. Rimasto orfano, senza nessuno di famiglia a potersi prendere cura di lui, David resta in Francia dove trascorre la sua intera esistenza. 
A partire dagli anni novanta si rende disponibile con sempre maggiore frequenza a parlare della sua esperienza e diventa così uno dei più attivi testimoni dell'Olocausto in Francia. Nel 1995 è tra i testimoni intervistati nel libro di Miriam Rouveyre, Enfants de Buchenwald. Il 12 aprile 2005 è invitato a parlare dal Presidente dell'Assemblea Nazionale francese per le celebrazioni del 60º anniversario della liberazione di Auschwitz.
Con decreto del 31 dicembre 2010 gli e stata conferita la Legion d'onore assieme a Charles Finkel, Jacques Finkel, Georges Kestenberg, Ijo Schaechter e Alexandre Strol, cinque altri bambini di Buchenwald residenti in Francia. Simile onorificenza era stata data in precedenza assegnata ad altri loro compagni: Armand Bulwa e Izio Rosenman (31 dicembre 2009) e Léon Lewkowicz (il 2 aprile 2010).
L'11 aprile 2015 è presente a Buchenwald per le celebrazioni del 70º anniversario della liberazione del campo.
Nel 2019, all'età di 82 anni, David Perlmutter pubblica le sue memorie nel libro Un'enfance à nulle autre pareille.

## Onorificenze
- Legion d'onore

## Foto d'archivio
- (DE) Romek Wajsman, Stefan Jerzy Zweig e David Perlmutter a Buchenwald (1945), su fotoarchiv.buchenwald.de.[9]
- (DE) Romek Wajsman, Stefan Jerzy Zweig e David Perlmutter a Buchenwald (1945), su fotoarchiv.buchenwald.de.[10]
- (EN) Foto di gruppo di alcuni tra i più piccoli bambini di Buchenwald (I), inclusi David Perlmutter, Yisrael Meir Lau e Stefan Jerzy Zweig (1945), su collections.ushmm.org.
- (EN) Altra foto di gruppo di alcuni tra i più piccoli bambini di Buchenwald (II), inclusi David Perlmutter e Stefan Jerzy Zweig (1945), su collections.ushmm.org.

- Yisrael Meir Lau, Izio Rosenman e David Perlmutter in Francia nel giugno 1945, su collections.ushmm.org.
- Ancora una foto di Yisrael Meir Lau, Izio Rosenman e David Perlmutter in Francia nel giugno 1945, assieme ad altri ragazzi e a Shalom Tepper, su collections.ushmm.org.
- I piccoli Yisrael Meir Lau e David Perlmutter in Francia nel giugno 1945, assieme a rappresentanti dell'OSE (Oeuvre de Secours aux Enfants), su collections.ushmm.org.